# Райнерс, Йозеф
Йозеф Райнерс (нем. Joseph Reiners SVD, 20.03.1874 г., Германия — ?) — католический священник, префект Ниигаты с 19 ноября 1912 года, префект Нагои с 28 июня 1926 года по 1941 год, миссионер, член монашеской конгрегации вербистов.

## Биография
15 августа 1898 года Йозеф Райнерс был рукоположен в священника. 19 ноября 1912 года Святой Престол назначил Йозефа Райнерса префектом апостольской префектуры Ниигаты. 28 июня 1926 года был назначен префектом апостольской префектуры Нагои. В 1941 году Йозеф Райнерс подал в отставку.
Дата и место смерти не известны.